# Служба на Върховния комисар за правата на човека
Службата на Върховния комисар за правата на човека (на английски: United Nations High Commissioner for Human Rights, UNHCHR) е специализирана агенция на ООН за съблюдаване и защита на човешките права, гарантирани от Всеобщата декларация за правата на човека от 1948 г.
Комисариатът е създаден от Общото събрание на ООН на 20 декември 1993 г. по решение на Втората световна конференция по правата на човека проведена във Виена от 14 до 25 юни 1993 г.
Службата се ръководи от Върховния комисар за правата на човека, който координира дейностите по правата на човека в цялата система на ООН и ръководи Съвета на ООН по правата на човека в Женева, Швейцария. От 1 септември 2014 г. настоящият Върховен комисар е принц Зейд Раад Ал Хусейн. Общото събрание одобри на 16 юни 2014 г. назначаването му от Генералния секретар на ООН. Той е седмият човек, който ръководи OHCHR и първия мюсюлманин и арабски принц. Мандатът му изтича на 31 август 2018 г. На 3 юли 2018 г. той представя годишния доклад за състоянието на правата на човека в света, в които изброява множество нарушения.
От септември 2022 г. настоящият върховен комисар по правата на човека е Фолкер Тюрк (Австрия), който заменя представителката на Чили - Мишел Бачелет. Мандатът е четиригодишен.